# Kanton Nailloux
Der Kanton Nailloux war bis 2015 ein französischer Wahlkreis im Arrondissement Toulouse, im Département Haute-Garonne und in der Region Midi-Pyrénées; sein Hauptort war Nailloux. Letzter Vertreter im Generalrat des Départements war von 1988 bis 2015 Georges Méric (PS).

## Gemeinden
Der Kanton umfasste zehn Gemeinden:
| Gemeinde   | Einwohner Jahr | Fläche km² | Bevölkerungsdichte | Code INSEE | Postleitzahl |
| ---------- | -------------- | ---------- | ------------------ | ---------- | ------------ |
| Auragne    | 421 (2013)     | 13,63      | 31 Einw./km²       | 31024      | 31190        |
| Caignac    | 294 (2013)     | 9,36       | 31 Einw./km²       | 31099      | 31560        |
| Calmont    | 2316 (2013)    | 40,27      | 58 Einw./km²       | 31100      | 31560        |
| Gibel      | 337 (2013)     | 19,4       | 17 Einw./km²       | 31220      | 31560        |
| Mauvaisin  | 227 (2013)     | 11,05      | 21 Einw./km²       | 31332      | 31190        |
| Monestrol  | 64 (2013)      | 5,23       | 12 Einw./km²       | 31354      | 31560        |
| Montgeard  | 453 (2013)     | 9,32       | 49 Einw./km²       | 31380      | 31560        |
| Nailloux   | 3478 (2013)    | 18,55      | 187 Einw./km²      | 31396      | 31560        |
| Saint-Léon | 1.220 (2013)   | 24,21      | 50 Einw./km²       | 31495      | 31560        |
| Seyre      | 108 (2013)     | 3,89       | 28 Einw./km²       | 31546      | 31560        |

## Bevölkerungsentwicklung
| 1962 | 1968 | 1975 | 1982 | 1990 | 1999 | 2006 | 2011 |
| ---- | ---- | ---- | ---- | ---- | ---- | ---- | ---- |
| 3843 | 3694 | 3745 | 4019 | 4508 | 5062 | 6552 | 8403 |